# Tuamgraney
Tuamgraney (Iers: An Tuaim Gréine) is een dorp in het oosten van County Clare in Ierland. Het is gelegen aan de rivier Graney, die uitmondt in Lough Derg.
Tuamgraney is een oude nederzetting. De St. Cronin's Church, nog steeds in gebruik, werd voor het eerst genoemd in het jaar 740
Het dorp ligt zo dicht bij Scariff, dat beide plaatsen tegenwoordig vaak als één gemeenschap worden gezien.

## Trivia
- De bekende schrijfster Edna O'Brien is hier in 1930 geboren.